# Mikuláš Drabík

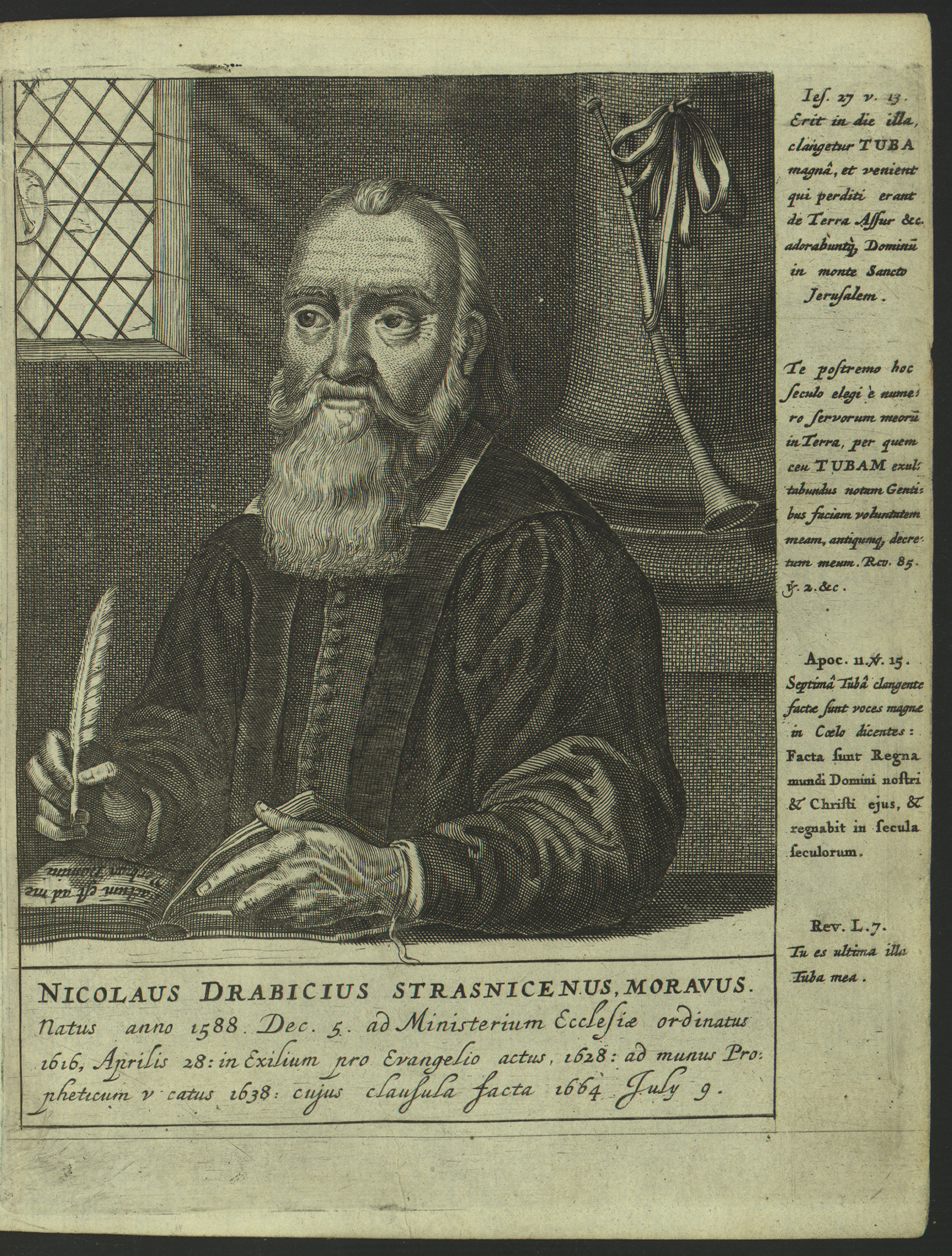
Porträt von Mikuláš Drabík aus dem Jahr 1665

Mikuláš Drabík (auch Drábik, deutsch Nikolaus Drabik, lateinisch Nicolaus Drabicius) (* 5. Dezember 1588 in Straßnitz; † 16. Juli 1671 in Pressburg), war ein Priester der Unität der Böhmischen Brüder.

## Leben
Er stammte aus einer bürgerlichen Familie und war vermutlich Mitschüler von Johann Amos Comenius. Beide wurden im Jahr 1616 zu Priestern geweiht. Drabík wurde Verwalter der Brüdergemeinde in Valašské Meziříčí und zog sich nach der Schlacht am Weißen Berg nach Lednice (heute Lednica) im Waag-Tal zurück.
Seit Ende der 30er Jahre hatte Drabík Visionen. Er prophezeite den Niedergang der Habsburger und der päpstlichen Macht, die Befreiung Böhmens und Mährens und die Heimkehr der Exulanten. Viele glaubten seinen hellseherischen Fähigkeiten, dazu gehörte auch Comenius (Komenský), der seine Visionen wie auch die von Christoph Kotter und Christine Poniatovska in seinem Buch Lux in tenebris veröffentlichte.
Drabík bezahlte seine gegen die Habsburger und den Papst geführten Äußerungen schließlich mit dem Leben. Als achtzigjähriger Greis wurde er auf dem Rathausplatz von Pressburg auf brutale Weise hingerichtet und sein Leichnam öffentlich vor den Toren am Donauufer verbrannt.
Der Historiker Jan Evangelista Kosina schrieb über Drabík: „Er war ein ruchloser Mensch, habsüchtiger Gelderpresser vom Charakter ruchlos, wankelmütiger und rachsüchtiger Trinker.“ Ähnlich charakterisierten ihn auch seine Zeitgenossen, auch seine Landsleute aus der Brüdergemeinde.